# あの・・いま脂のってるんですケド。
『あの・・いま脂のってるんですケド。』（あの いまあぶらのってるんですケド）は、2017年4月19日にソニー・ミュージックレコーズから発売された、遊助の7枚目のオリジナルアルバム。

## 解説
6枚目のアルバム『あの・・こっからが楽しんですケド。』から約1年ぶりのアルバムとなる。
2016年11月16日に発売の「凛」から2017年3月8日発売の「流れ」までのシングルが収録されている。
それまでの作品と同じく、遊助がアーティストと「遊turing」した楽曲が収録されている。
発売日前日の4月18日は、上地雄輔（遊助）の誕生日であり、それに合わせてリリースされている。

## 収録内容

### 初回生産限定盤A
CD
1. Hop Step Japan
作詞：遊助、作曲：WAPLAN
2. パーティ行かなアカンねん 遊turing DOZAN11
作詞︰遊助・DOZAN11、作曲：XLII・DOZAN11・遊助
3. 天真RUNマン
作詞：遊助、作曲：N.O.B.B・遊助
4. ブリキ
作詞：遊助、作曲：NAOKI-T
5. 流れ
作詞：遊助、作曲：Kafu Satoh。
6. Hi My Honey
作詞：遊助、作曲：JOE
7. Brother 遊turing SHOCK EYE(from 湘南乃風)
作詞・作曲：遊助・SHOCK EYE
8. History V
作詞：遊助、作曲：KEN for 2SOUL MUSIC, Inc./ Philip Woo/kyte
9. Sexy Lady
作詞：遊助、作曲：津波幸平
10. That Love
作詞：遊助、作曲：N.O.B.B・ahhco
11. 二つ星 遊turing かりゆし58
作詞：遊助・前川真悟(かりゆし58)、作曲：遊助・前川真悟(かりゆし58)
12. 君のド真ん中
作詞：遊助、作曲：Ryota Nakano
13. 凛
作詞：遊助、作曲：木村有季

DVD
1. 焼き鳥屋 遊助 ～RED RICE (from 湘南乃風), DJ N.O.B.B編～
2. ファンクラブツアー in 沖縄
3. Bonus映像

### 初回生産限定盤B
CD
1. Hop Step Japan
2. パーティ行かなアカンねん 遊turing DOZAN11
3. 天真RUNマン
4. ブリキ
5. 流れ
6. Hi My Honey
7. Brother 遊turing SHOCK EYE (from 湘南乃風)
8. History V
9. Sexy Lady
10. That Love
11. 二つ星 遊turing かりゆし58
12. 君のド真ん中
13. 凛

DVD
1. Hop Step Japan Music Video
2. Hop Step Japan Music Video Making
3. That Love Music Video
4. That Love Music Video Making

### 通常盤
CD
1. Hop Step Japan
2. パーティ行かなアカンねん 遊turing DOZAN11
3. 天真RUNマン
4. ブリキ
5. 流れ
6. Hi My Honey
7. Brother 遊turing SHOCK EYE (from 湘南乃風)
8. Reunion
作詞：遊助、作曲：HINATAspring
9. History V
10. Sexy Lady
11. That Love
12. Ur Side
作詞： 遊助、作曲：Daisuke"D.I"Imai
13. 二つ星 遊turing かりゆし58
14. 君のド真ん中
15. 凛